# Being for the Benefit of Mr. Kite!
Being for the Benefit of Mr. Kite! – piosenka zespołu The Beatles, wydana na albumie Sgt. Pepper’s Lonely Hearts Club Band. Utwór napisał głównie John Lennon,  autorstwo Lennon/McCartney.

## Wykonawcy
1. John Lennon: wokal, Organy Hammonda, harmonijka
2. Paul McCartney  : gitara basowa oraz gitara akustyczna.
3. George Harrison: harmonijka i tamburyn.
4. Ringo Starr:  perkusja, tamburyn, oraz harmonijka.
5. George Martin: fortepian, Fisharmonia, organy, dzwonki.
6. Mal Evans: harmonijka
7. Neil Aspinall: harmonijka.